# Camille de Tournon-Simiane
Camille Philippe Casimir Marcellin, conte di Tournon-Simiane (Atp, 23 giugno 1778 – Parigi, 18 giugno 1833), è stato un prefetto francese e un ciambellano di Napoleone I che servì l'imperatore come prefetto di Roma (6 settembre 1809-19 gennaio 1814) e con la Restaurazione borbonica fu prefetto della Gironda a Bordeaux (25 luglio 1815 - 4 febbraio 1822) e brevemente del Rodano a Lione (1822 - gennaio 1823).

## Biografia

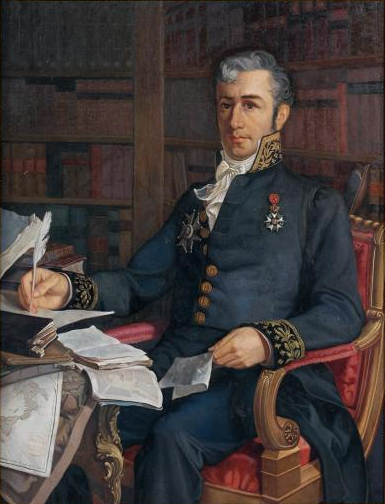
Ritratto di Camille de Tournon-Simiane

Nato ad Apt, in Vaucluse, inizialmente era destinato alla carriera in marina, ma lo scoppio della Rivoluzione sconvolse i suoi piani. Emigrò e dopo il suo ritorno dedicò sette anni al perfezionamento degli studi che aveva interrotto, iniziando modestamente la sua carriera pubblica nel 1802 come segretario della commissione incaricata di elaborare il codice rurale napoleonico. Come revisore contabile del Consiglio di Stato, nel 1806, fu inviato a Bayreuth, in Franconia, il cui ducato era a quel tempo Pays réservé dell'Impero francese. Rifiutando di abbandonare il suo incarico con l'avanzata austriaca del 1809, l'11 giugno fu fatto prigioniero e trasportato in Ungheria; dopo due mesi fu liberato e presentato a Schönbrunn a Napoleone, che lo incaricò di presentare un dossier sui punti di forza degli Asburgo. Sulla base del rapporto rapidamente compiuto, fu nominato prefetto di Roma (6 settembre).
In assenza del Papa, lo Stato Pontificio era stato incorporato come parte integrante della Francia. Con un decreto dell'Imperatore, nel 1811, fu stanziato un milione di franchi per finanziare gli scavi e le opere di conservazione a Roma, di cui egli divenne responsabile. Le opere di conservazione nel foro romano dal Campidoglio al Colosseo, furono pubblicate nella sua opera "Etudes Statistiques", apparsa nel 1831, in cui forniva un resoconto degli scopi e della portata degli scavi intrapresi durante la sua amministrazione, in contrasto con il saccheggio generalizzato che aveva avuto luogo nel 1798 con il Trattato di Tolentino.
I cambiamenti più spettacolari furono la rimozione di 4 metri di terreno dal Foro Romano, portando il piano di campagna al livello della Via Sacra. Furono acquistate e demolite case medievali insediate sul sito del foro. Lo stesso accadde per il convento di Santa Francesca Romana; inoltre furono rimosse le superfetazioni che insistevano sull'Arco di Tito. Il Tempio di Castore e Polluce fu liberato sino alla base del podio e 60.000 metri cubi di terra furono rimossi dalla Basilica di Massenzio, nota come il "Tempio della Pace", liberando il suo pavimento antico e il portico; inoltre, dalle tre colonne del Tempio di Vespasiano fu rimossa terra sino a una profondità di 10 metri. A grandi linee, il foro come conosciuto dalle incisioni del Piranesi venne trasformato in quello che conosciamo oggi. Dopo il ritorno di Pio VII, Giuseppe Camporese e l'architetto Giuseppe Valadier proseguirono il percorso tracciato da Tournon.
Nel 1811, sposò Adèle Mayneaud de Pancemont, che gli portò in dote il castello di Croix, a Génelard in Saône-et-Loire. Costretto a ritirarsi da Roma quando questa fu occupata dalle forze napoletane, prese con sé gli archivi della sua prefettura con i quali compilò il suo lavoro più importante, "Etudes statistiques sur Rome e la partie occidentale des états Romains".
Nel frattempo, dopo essersi rifiutato di unirsi a Napoleone per i cento giorni, fu ricompensato da Luigi XVIII con l'incarico di prefetto della Gironda, dove prestò servizio per sei anni, e poi, brevemente a Lione, come prefetto del Rodano. Nel gennaio 1823 fu nominato membro del Consiglio di Stato, prestò servizio nella camera alta dell'Assemblea e fu fatto pari di Francia alla fine del 1823. Morì nell'Hôtel de Pancemont, al n 57 di rue de l'Arcade, a Parigi, proprietà che aveva ereditato da suo suocero.

## Opere
- Études statistiques sur Rome et la partie occidentale des états romains, contenant une description topographique et des recherches sur la population, l'agriculture, les manufactures, le commerce, le gouvernement, les établissemens publics, et une notice sur les travaux exécutés par l'administration française, Paris, Treuttel et Würtz, 1831, 2 vol. (375 e 328 p.)